# باسیلوزامین
باسیلوزامین (به انگلیسی: Bacillosamine) با فرمول شیمیایی C۶H۱۴N۲O۳ یک ترکیب شیمیایی با شناسه پاب‌کم ۱۹۲۸۳۵ است. که جرم مولی آن ۱۶۲٫۱۹ g/mol می‌باشد. شکل ظاهری این ترکیب، جامد بی رنگ است.